# Tournoi d'ouverture du championnat du Chili de football 2007
Navigation
Tournoi précédent Tournoi suivant
Le tournoi d'ouverture de la saison 2007 du Championnat du Chili de football est le premier tournoi de la soixante-quinzième édition du championnat de première division au Chili. 
La saison sportive est scindée en deux tournois saisonniers, Ouverture et Clôture, qui décerne chacun un titre de champion. Le fonctionnement de chaque tournoi est le même ; une première phase voit les équipes réparties en quatre poules où elles affrontent les autres équipes une seule fois, dix équipes se qualifient pour la seconde phase, jouée en matchs à élimination directe. Le vainqueur du tournoi d'Ouverture se qualifie pour la Copa Libertadores 2008 et est protégé de la relégation en fin de saison, tout comme le finaliste.
La relégation est décidée à l'issue du tournoi de Clôture. Un classement cumulé des deux tournois est effectué et les deux derniers de ce classement sont relégués et remplacés par les deux meilleures équipes de Segunda Division, la deuxième division chilienne.
C'est le club de Colo Colo, double tenant du titre, qui remporte à nouveau le tournoi après avoir terminé en tête du classement final, avec un seul point d'avance sur le CD Universidad Católica et trois sur Audax Italiano. C'est le vingt-sixième titre de champion du Chili de l'histoire du club. C'est la première fois qu'un club remporte trois tournois saisonniers consécutifs et la troisième fois qu'un club remporte trois titres de champion d'affilée (après le Deportes Magallanes entre 1933 et 1935 et Colo Colo entre 1989 et 1991).
Ce tournoi se démarque de tous les tournois précédents puisqu'il ne comporte qu'une phase; les équipes sont regroupées au sein d'une poule unique et c'est le premier de la poule qui se qualifie pour la Copa Libertadores. La qualification pour la Copa Sudamericana est jouée lors de barrage entre les quatre premiers de la poule.
À noter également le retour en Primera Division du Club Deportes Concepción qui s'était retiré durant la saison 2006 de toute compétition sportive afin d'assainir sa situation financière. Il a été autorisé par la fédération chilienne à s'aligner en championnat cette saison. Il y aura donc 21 clubs en première division cette année.

## Les clubs participants
| - Colo Colo - CD Universidad Católica - CF Universidad de Chile - Deportes Melipilla - Promu de Segunda División - CD Coquimbo Unido - Deportivo Ñublense - Promu de Segunda División - Club de Deportes Cobreloa - Club Deportivo Huachipato - CD Everton de Viña del Mar - Club Deportivo O'Higgins - Club de Deportes Lota Schwager - Promu de Segunda División | - Club de Deportes Cobresal - Unión Española - Club de Deportes Antofagasta - Audax Italiano - Club Deportivo Palestino - CD Puerto Montt - Deportes La Serena - Club Deportes Concepción - CD Universidad de Concepción - Santiago Wanderers |

## Compétition
Le barème utilisé pour établir le classement est le suivant :
- Victoire : 3 points
- Match nul : 1 point
- Défaite : 0 point

### Classement
Les deux premiers de chaque poule se qualifient pour le premier tour. Si un troisième, voire un quatrième, a un meilleur total de points qu'un ou plusieurs deuxièmes, ils s'affrontent en tour préliminaire. 
| Rang | Équipe                          | Pts | J  | G  | N | P  | Bp | Bc | Diff |
| ---- | ------------------------------- | --- | -- | -- | - | -- | -- | -- | ---- |
| 1    | Colo ColoT                      | 47  | 20 | 14 | 5 | 1  | 47 | 16 | +31  |
| 2    | CD Universidad Católica         | 46  | 20 | 14 | 4 | 2  | 36 | 14 | +22  |
| 3    | Audax Italiano                  | 44  | 20 | 13 | 5 | 2  | 39 | 20 | +19  |
| 4    | Club Deportivo Huachipato       | 40  | 20 | 12 | 4 | 4  | 35 | 21 | +14  |
| 5    | Club de Deportes Cobreloa       | 35  | 20 | 10 | 5 | 5  | 44 | 23 | +21  |
| 6    | Club de Deportes Cobresal       | 32  | 20 | 9  | 5 | 6  | 31 | 21 | +10  |
| 7    | Deportivo ÑublenseP             | 32  | 20 | 8  | 8 | 4  | 31 | 31 | 0    |
| 8    | Unión Española                  | 28  | 20 | 8  | 4 | 8  | 29 | 25 | +4   |
| 9    | Deportes MelipillaP             | 28  | 20 | 8  | 4 | 8  | 35 | 34 | +1   |
| 10   | Club Deportivo O'Higgins        | 27  | 20 | 8  | 3 | 9  | 30 | 38 | -8   |
| 11   | Deportes La Serena              | 26  | 20 | 7  | 5 | 8  | 31 | 30 | +1   |
| 12   | CD Everton de Viña del Mar      | 26  | 20 | 6  | 8 | 6  | 24 | 27 | -3   |
| 13   | CF Universidad de Chile         | 25  | 20 | 6  | 7 | 7  | 20 | 21 | -1   |
| 14   | Club Deportes Concepción        | 23  | 20 | 6  | 5 | 9  | 20 | 34 | -14  |
| 15   | Club Deportivo Palestino        | 23  | 20 | 5  | 8 | 6  | 27 | 30 | -3   |
| 16   | Club de Deportes Antofagasta    | 22  | 20 | 5  | 7 | 8  | 24 | 34 | -10  |
| 17   | CD Universidad de Concepción    | 17  | 20 | 4  | 5 | 11 | 25 | 33 | -8   |
| 18   | CD Puerto Montt                 | 14  | 20 | 4  | 2 | 14 | 19 | 40 | -21  |
| 19   | CD Coquimbo Unido               | 14  | 20 | 4  | 2 | 14 | 18 | 40 | -22  |
| 20   | Santiago Wanderers -3           | 13  | 20 | 4  | 4 | 12 | 24 | 33 | -9   |
| 21   | Club de Deportes Lota SchwagerP | 12  | 20 | 2  | 6 | 12 | 28 | 52 | -24  |

|  | Qualification pour la Copa Libertadores 2008 et pour le barrage pré-Copa Sudamericana |
|  | Qualification pour le barrage pré-Copa Sudamericana                                   |
|  | T : Tenant du titre P : Promu de Segunda Division                                     |

- Santiago Wanderers a reçu une pénalité de trois points pour ne pas avoir payé ses joueurs à temps en Novembre 2006.

### Barrage pré-Copa Sudamericana
| Équipe 1                | Résultat | Équipe 2                  |
| ----------------------- | -------- | ------------------------- |
| CD Universidad Católica | 0 - 3    | Audax Italiano            |
| Colo Colo               | 2 - 1    | Club Deportivo Huachipato |

## Bilan du tournoi
| Championnat du Chili de football 2007 |                       |
| Champion                              | Colo Colo (26e titre) |
| Qualifications continentales          |                       |
| Copa Libertadores 2008                | Colo Colo             |
| Copa Sudamericana 2007                | Colo Colo             |
| Copa Sudamericana 2007                | Audax Italiano        |
| Promotions et relégations             |                       |
| Promus en Primera División            | Aucun                 |
| Relégués en Segunda División          | Aucun                 |